# Dematochroma
Dematochroma is een geslacht van kevers uit de familie bladkevers (Chrysomelidae).
De wetenschappelijke naam van het geslacht werd in 1864 gepubliceerd door Joseph Sugar Baly.

## Soorten
- Dematochroma doiana Jolivet, Verma & Mille, 2007
- Dematochroma foaensis Jolivet, Verma & Mille, 2007
- Dematochroma fusca Jolivet, Verma & Mille, 2007
- Dematochroma helleri Jolivet, Verma & Mille, 2007
- Dematochroma pilosa Jolivet, Verma & Mille, 2007